# Kupferbarren von Wittenbergen
Koordinaten: 53° 33′ 37,2″ N, 9° 45′ 2,2″ O

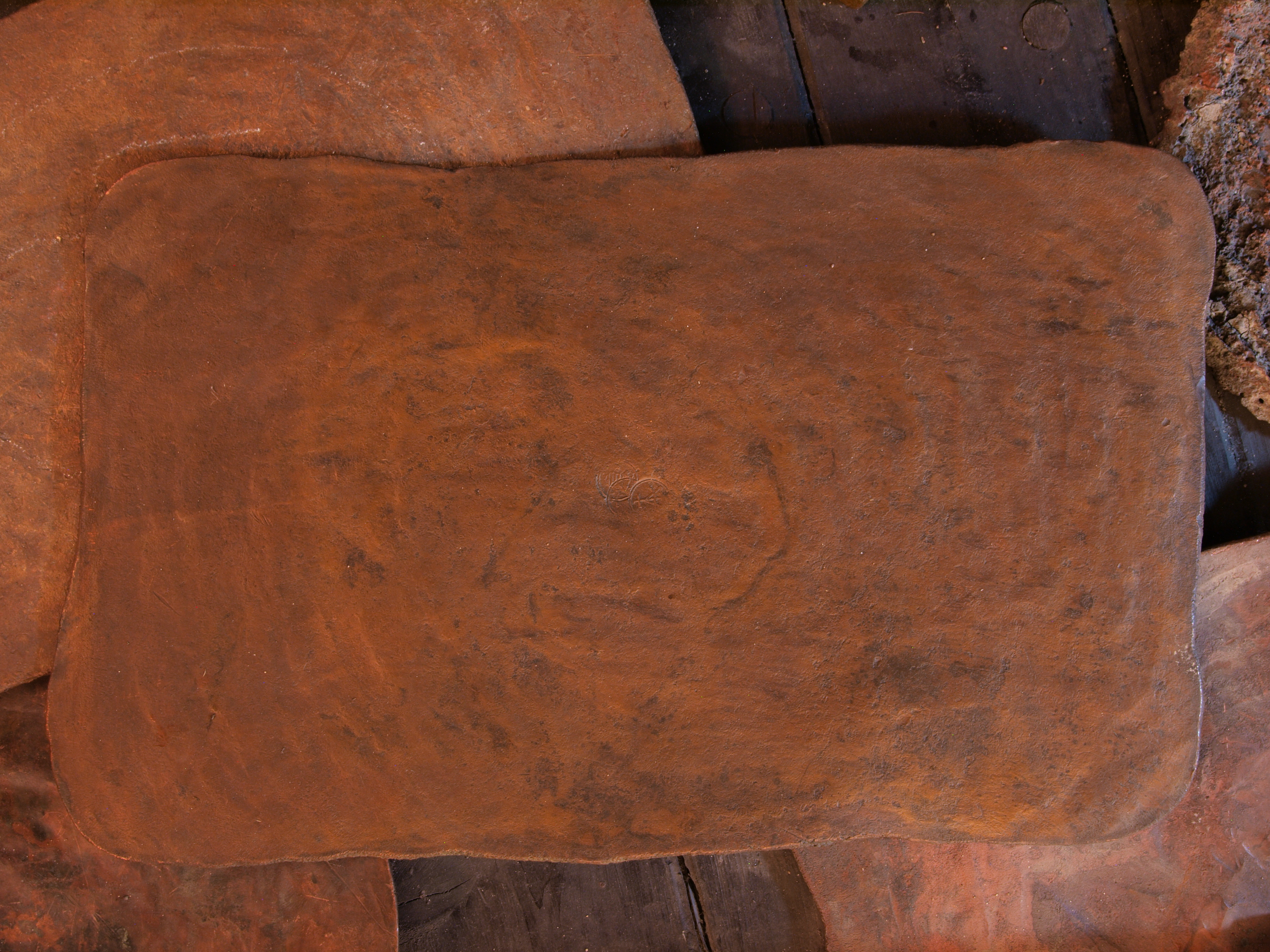
Rechteckig ausgeschmiedeter Kupferbarren im Museum für Hamburgische Geschichte

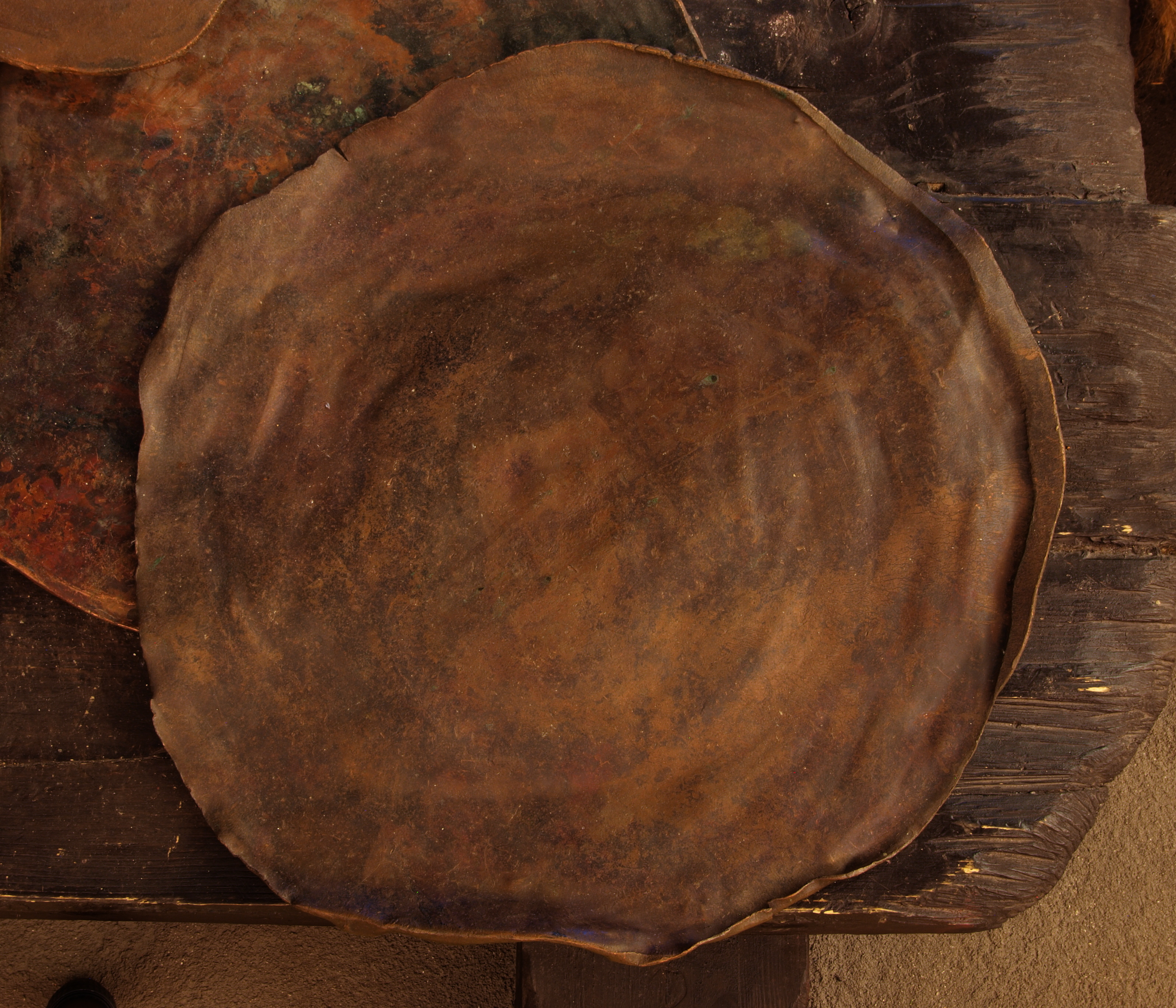
Rund ausgeschmiedeter Kupferbarren im Museum für Hamburgische Geschichte

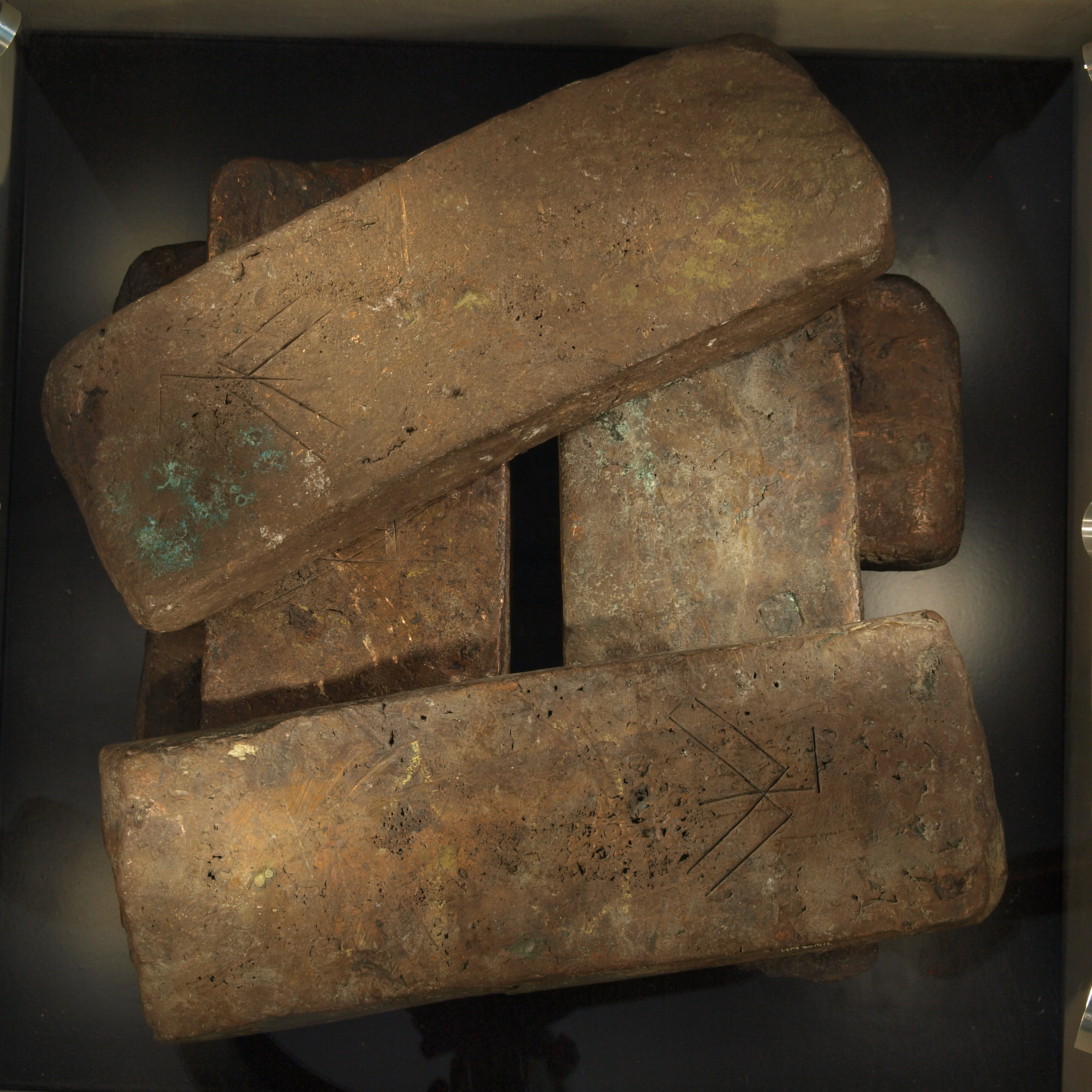
Sechs ziegelförmige Kupferbarren mit Stempeln von Neusohl und dem Bankhaus Paller im Archäologischen Museum Hamburg

Die Kupferbarren von Wittenbergen sind Teile der Ladung eines im 17. Jahrhundert vor Wittenbergen (heute zu Hamburg) havarierten Segelschiffes, die 1981 von einem Baggerschiff aus der Fahrrinne der Elbe gegraben wurden. Ein Teil der geborgenen Barren befindet sich in der Dauerausstellung des Museums für Hamburgische Geschichte, ein zweiter Teil wird in der Dauerausstellung des Archäologischen Museums Hamburg in Hamburg-Harburg gezeigt.

## Fundgeschichte
1981 stieß die Besatzung des Elbbaggers Odin bei der Ausbaggerung der Elbfahrrinne vor Wittenbergen in Hamburg-Rissen auf Teile eines gesunkenen Schiffswracks mit seiner Ladung. Insgesamt barg die Mannschaft 8 t Kupfer. Etwa 3,5 t kaufte ein Schrotthändler, eine weitere Tonne erwarb das Museum für Hamburgische Geschichte, weitere Barren gingen an das Deutsche Bergbaumuseum in Bochum und verschiedene Privatsammler. Der Verbleib der übrigen Barren ist noch nicht ermittelt. Neben den Kupferbarren wurden weitere Teile der Ladung geborgen, wie Musketen, Messer, Messingschalen und Zinnbarren.

## Befunde
Die geborgenen Planken des Wrackes deuten auf eine hochseetaugliche, etwa 30 m lange Kraweel mit kräftigen Spanten in Kraweelbeplankung hin, mit einem Schiffsraum von bis zu 100 Lasten. Die für den Bau verwendeten Eichen stammten vermutlich aus Niedersachsen und die Auswertung der dendrochronologischen Daten ergaben ein Fälldatum um 1571. Zwischen 1595 und 1600 wurde am Schiffsrumpf eine Reparatur durchgeführt. Die Ladung des Segelschiffes bestand aus Kupferbarren, Messingschüsseln, Messern, Musketen und vermutlich Tuchen, die Eigentum der an Bord mitreisenden Kaufleute oder der Schiffsbesatzung waren.

### Kupferbarren
Der größte Teil der Ladung bestand vermutlich aus den Kupferbarren mit einem Gewicht von mehr als 8 t. Die bisher geborgenen und untersuchten Barren stammen aus verschiedenen Bearbeitungsstadien mit unterschiedlichem Feingehalt.
- Den mit 2200 kg größten Teil stellten etwa 300 ovale Gar- oder Reißkupferscheiben dar, die im Saigerprozess hergestellt wurden, bei der der Kupferschmelze durch Zugabe von Blei das Silber entzogen wurde. Diese haben Gewichte von 5 bis 8 kg, bei Durchmessern von 30 bis 75 cm, und eine durchschnittliche Stärke von 1 cm mit bis zu 3 cm hoch aufgeworfenen Rändern. Ein Teil der Barren trägt eingeschlagene Zeichen LP und/oder Kreuz. Die Herkunft des Rohkupfers dieser Barren wurde bisher noch nicht eindeutig geklärt, in Frage kommen thüringische, sächsische oder böhmische Lagerstätten und Kupferhütten.
- Der zweite Barrentyp besteht aus rechteckig ausgeschmiedeten Kupferplatten mit Längen von 60 bis 80 cm, Breiten von 36 bis 68 cm bei einer durchschnittlichen Stärke von 1 cm und Gewichten zwischen 20 und 23 kg. Von diesem sind 700 kg nachgewiesen. Die Barren tragen das eingeschlagene Wappen der Kammer von Neusohl, daneben tragen sie den Stempel des Augsburger Bankhauses Paller, das seit 1569 das Monopol auf Neusohler Kupfer innehatte. Diese Barren stammen höchstwahrscheinlich aus Neusohl, dem heutigen Banská Bystrica in der Slowakei.
- Der dritte Barrentyp besteht aus rund ausgeschmiedeten Kupferplatten von insgesamt 200 kg. Sie haben Durchmesser von etwa 48 bis 50 cm bei Stärken von 0,3 bis 0,6 cm. Auch diese Barren tragen die Stempel von Neusohl und des Bankhauses Paller.
- Der vierte Barrentyp sind 1100 kg ziegelförmig ausgeschmiedete Barren. Sie haben Längen von 28 bis 35 cm, Breiten von 10 bis 12,5 cm und Stärken von 3,5 bis 4,5 cm bei Einzelgewichten von 10 bis 12 kg. Die Barren tragen verschiedene eingeschlagene Hersteller- und Handelsmarken. Jeder Barren trägt ein Hüttenzeichen und zusätzlich je zwei weitere Prägestempel. Insgesamt liegen zwei verschiedene Hüttenzeichen und neun Prägestempel möglicher Handelsmarken vor. Die Herkunft dieser Kupferbarren ist ebenfalls noch nicht eindeutig geklärt.[4][5]

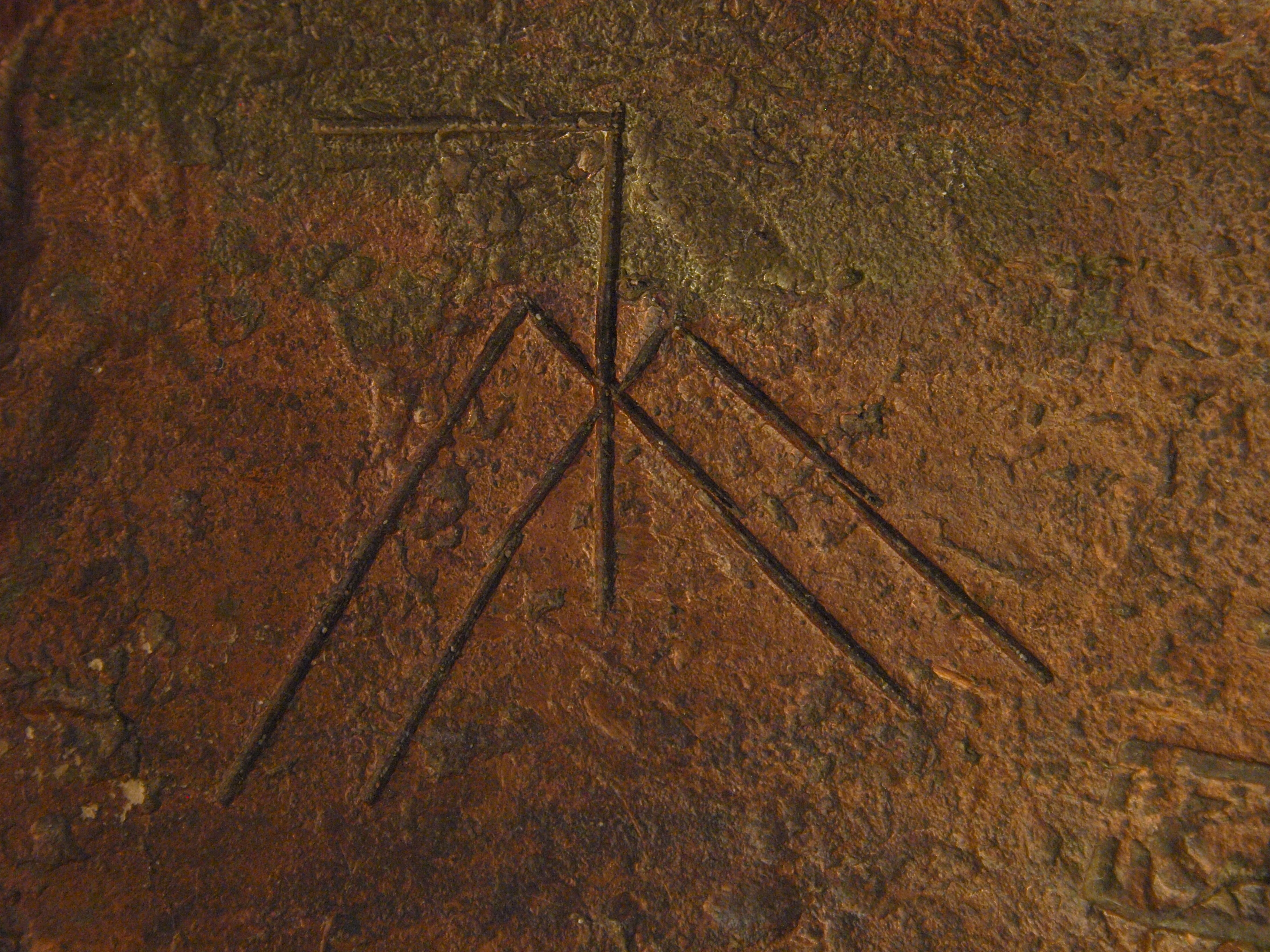
Hüttenzeichen
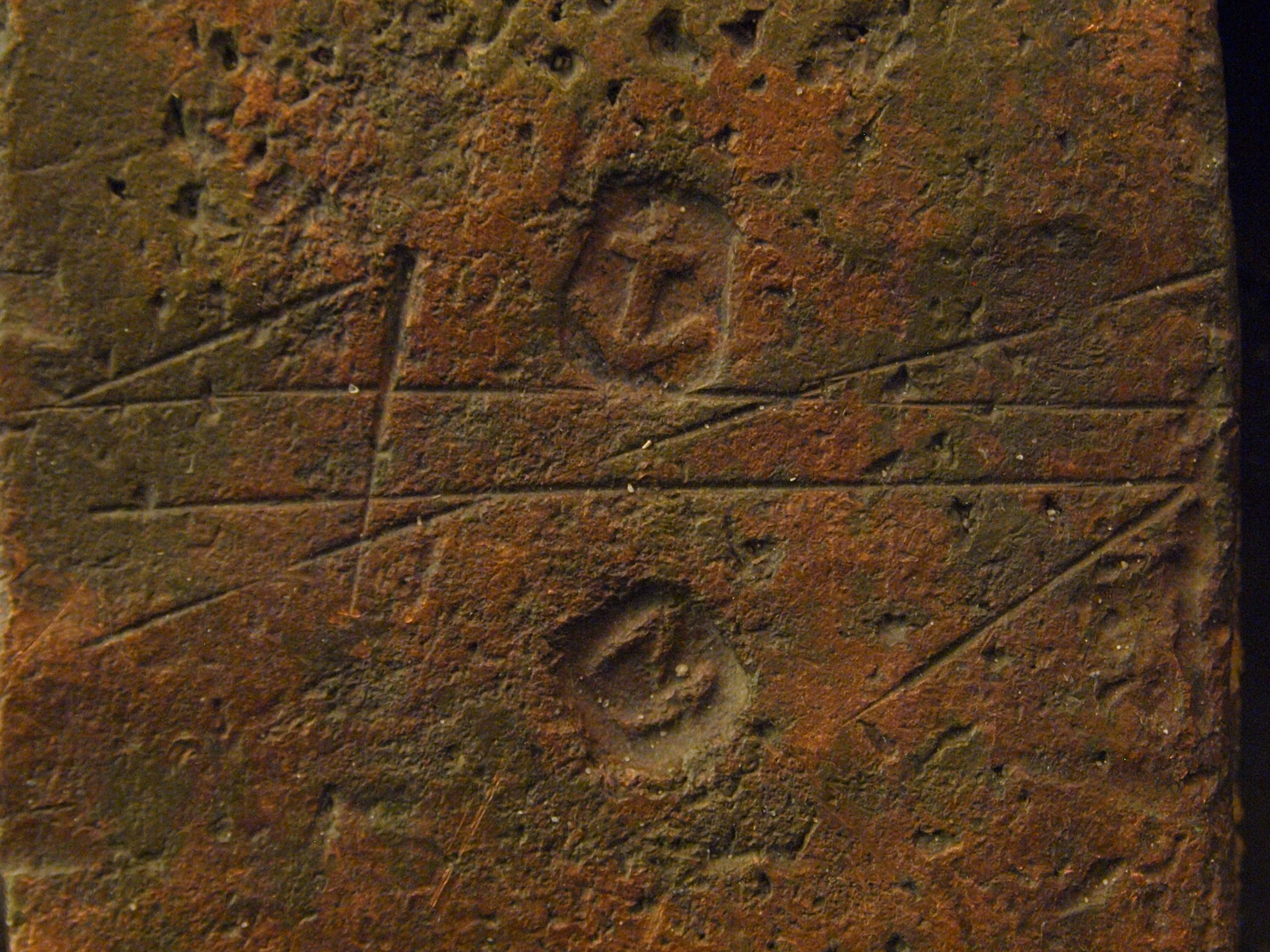
Hüttenzeichen und zwei Handelsmarken (oben und unten)
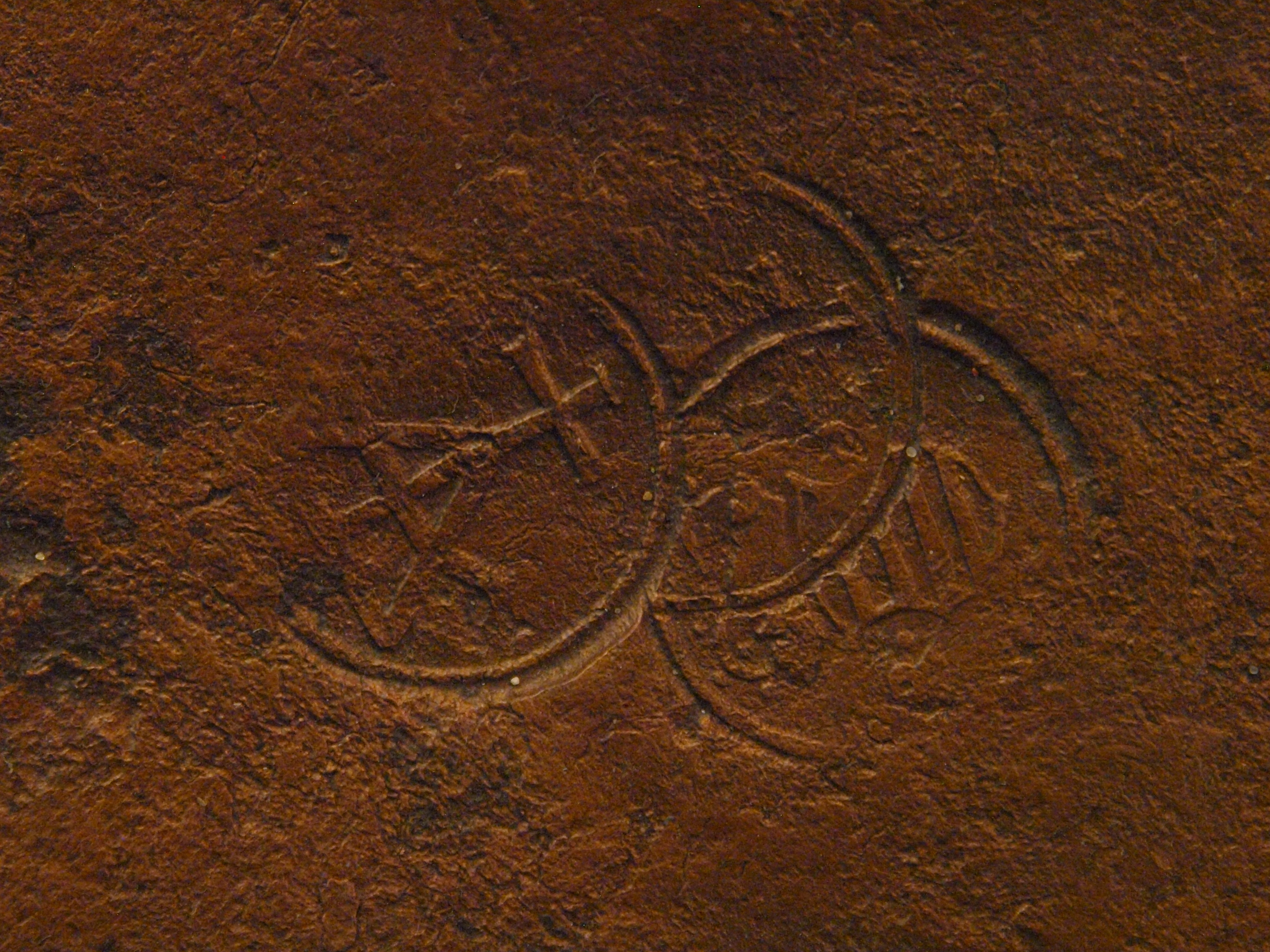
Handelsmarke (links) und zwei Stempel der Kammer Neusohl (rechts)
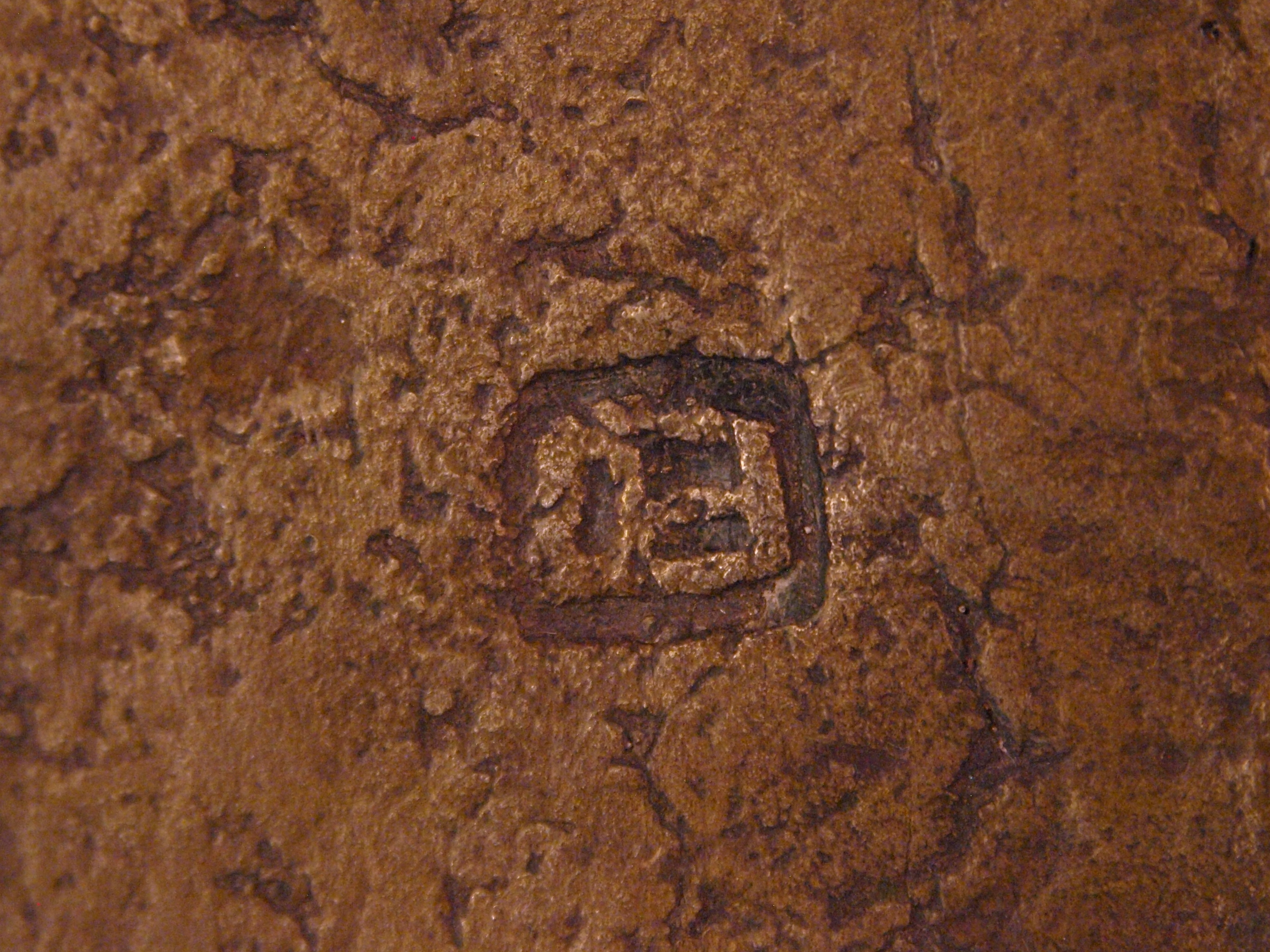
Handelsmarke
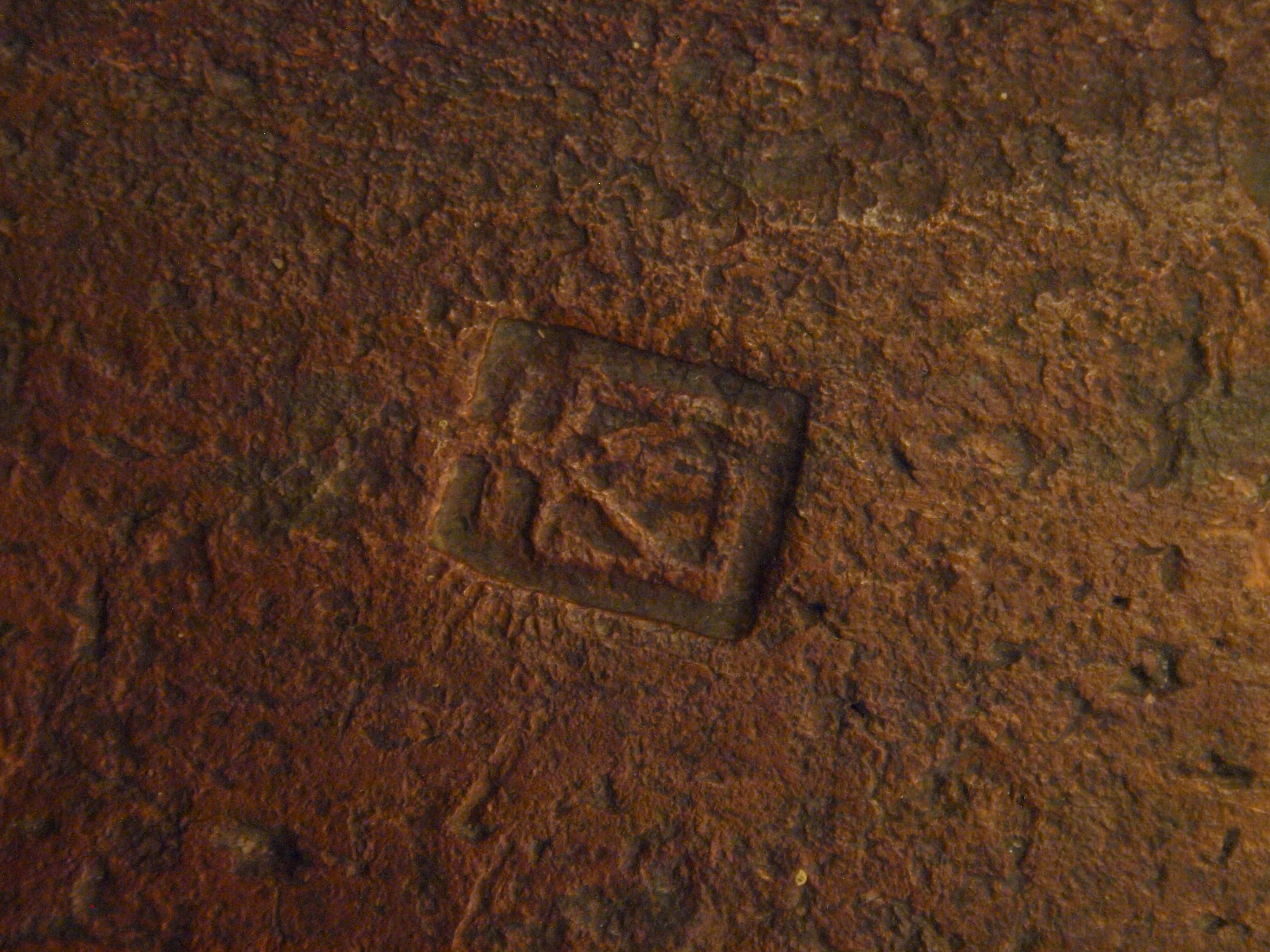
Handelsmarke

### Weitere Schiffsladung

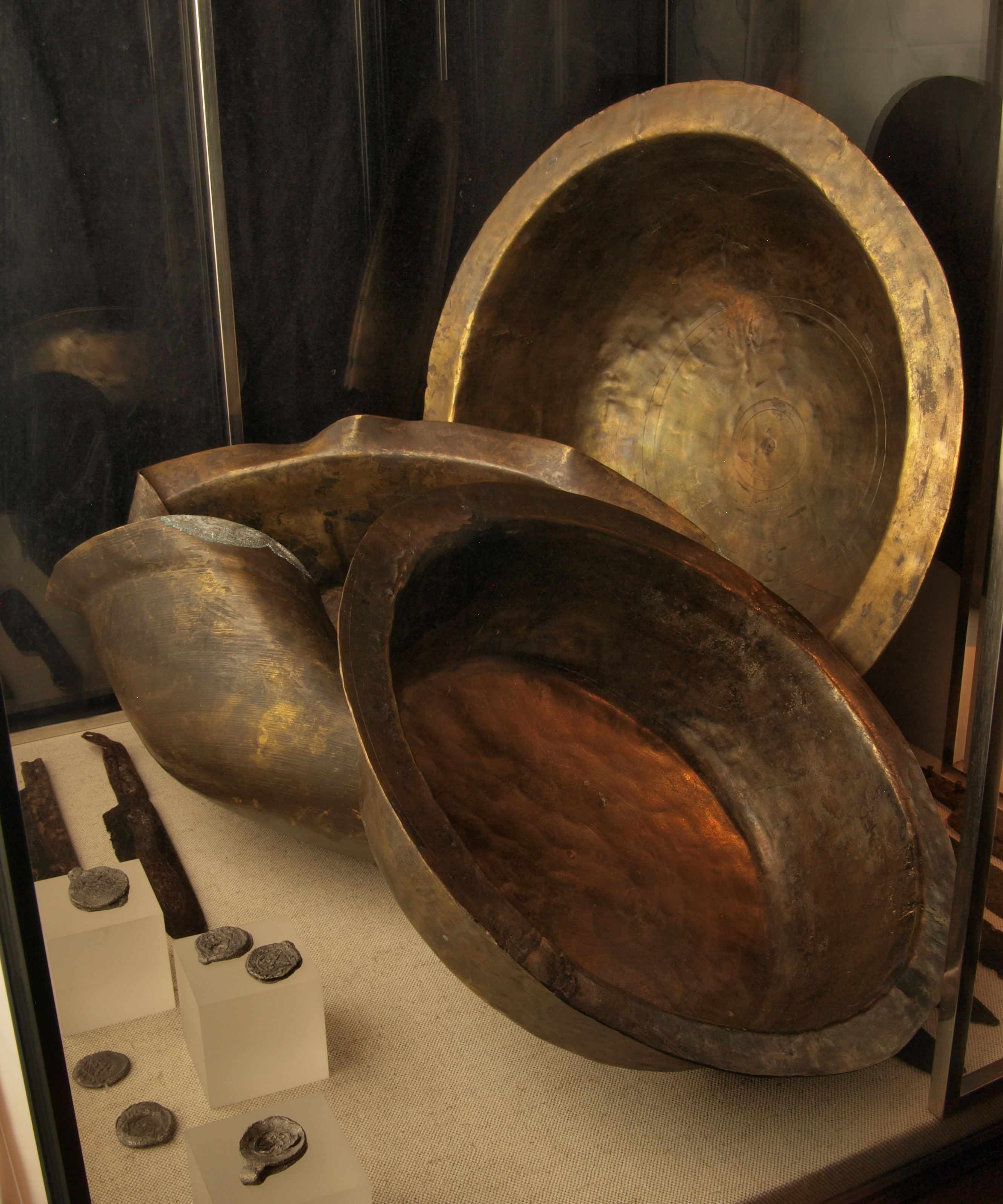
Messingschalen

Die weitere Ladung des Schiffes bestand aus Musketen, Messern, Schalen und Tuchen, wobei deren genaue Mengen nicht mehr ermittelbar sind. Geborgen wurden insgesamt 22 Musketen mit Luntenschloss, Kimme und Korn. Daneben fanden sich 160 Gebrauchsmesser, bei denen an 11 Klingen noch die hölzernen Griffe erhalten waren. Die Messer waren wie die Musketen in wasserdichten Tonnen verpackt. Weiter wurden 11 aus Messingblech getriebene Schüsseln geborgen, die so gearbeitet waren, dass sie ineinander gestapelt werden konnten. Die Messerklingen trugen verschiedene eingeschlagene Herstellermarken. Messer und Messingschalen stammten wahrscheinlich aus Süddeutschland und wurden möglicherweise in Nürnberger Werkstätten hergestellt. Zahlreiche Fundstücke waren durch die Baggerschaufeln beschädigt worden. Von den Textilien des Ladegutes haben sich lediglich die bleiernen Tuchplomben erhalten. Die Plomben tragen Inschriften wie LEIDS GOED für Leidener Tuch oder HEERENSAAIEN, ebenfalls ein in Leiden hergestelltes Tuch aus schottischer, holländischer oder norddeutscher Wolle, welches wohl den größten Teil der textilen Ladung ausmachte. Eine Plombe trägt die Inschrift AMST ERDAM EINKE STAES 1584, sie sicherte möglicherweise eine Charge Zucker.

### Schiffsausrüstung
Neben der Ladung des Schiffes wurde weitere Schiffsausrüstung gefunden, darunter ein umfangreicher Werkzeugsatz des Schiffszimmerers, eine Pistole, Kugelzange, Kartenbesteck, Bootshaken, Lanzenspitzen, geladene Schiffsgeschütze, eiserne Belegnägel, ein Säbelfragment und Rechenmünzen.

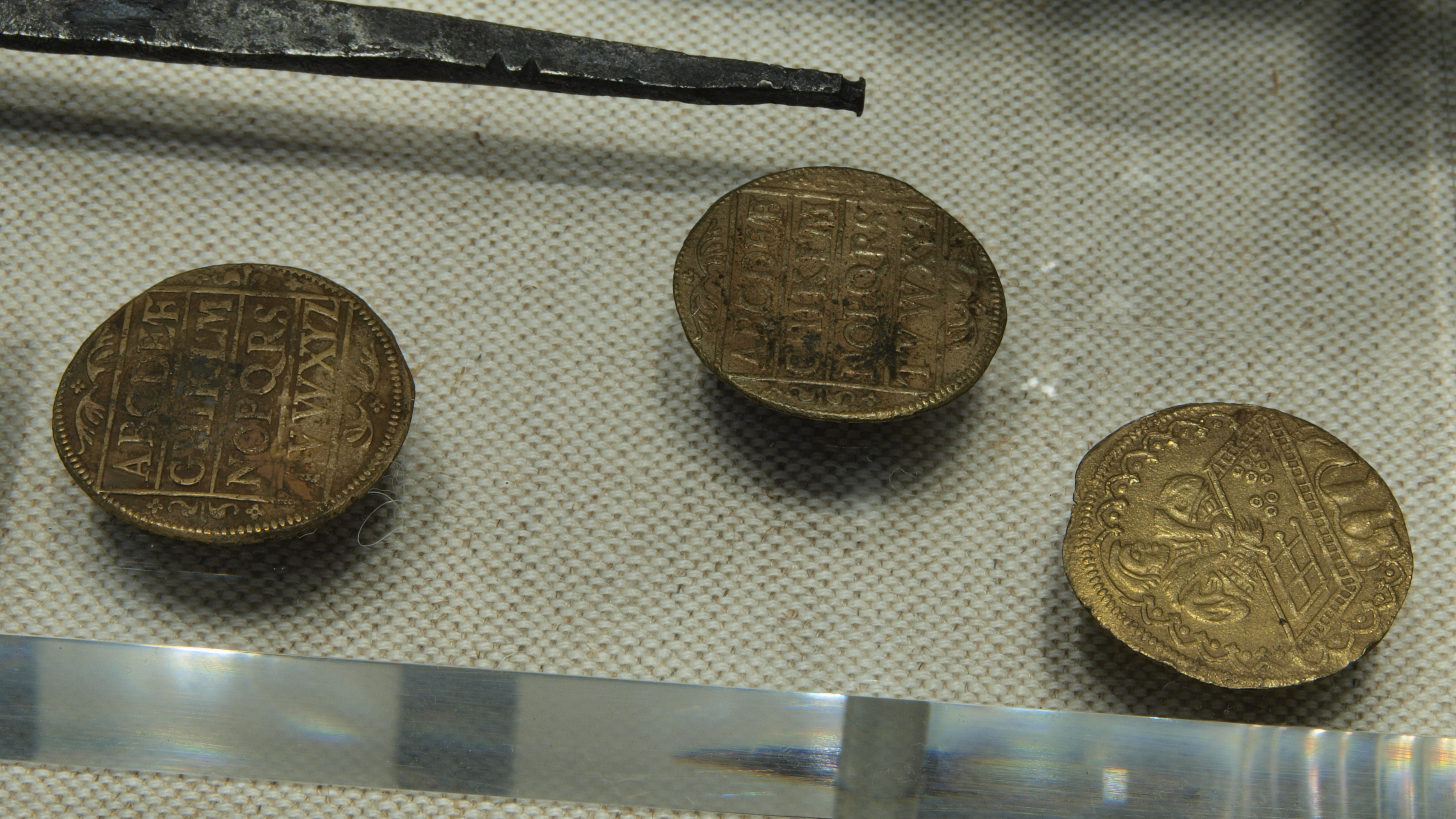
Drei Rechenpfennige
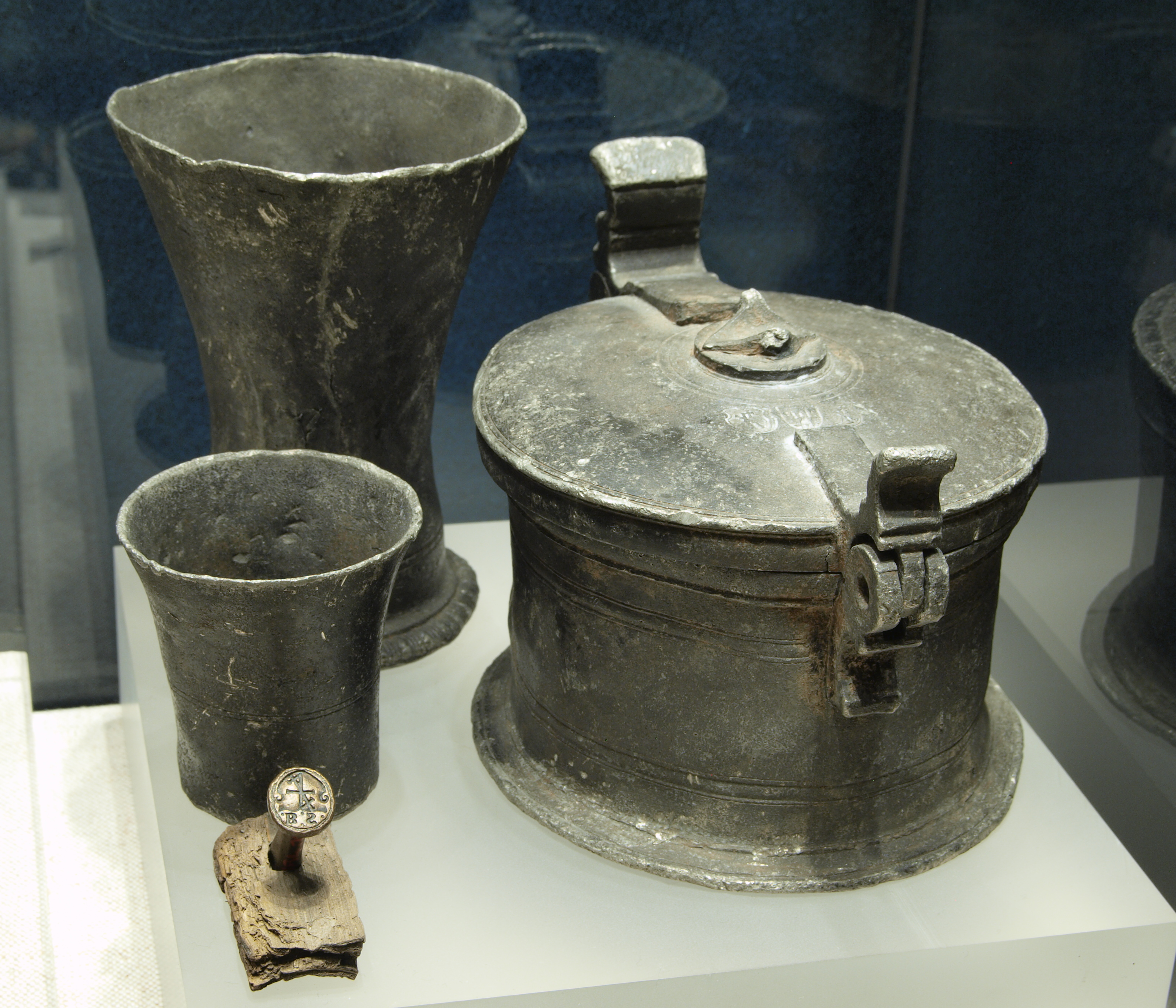
Zinngeschirr und Petschaft
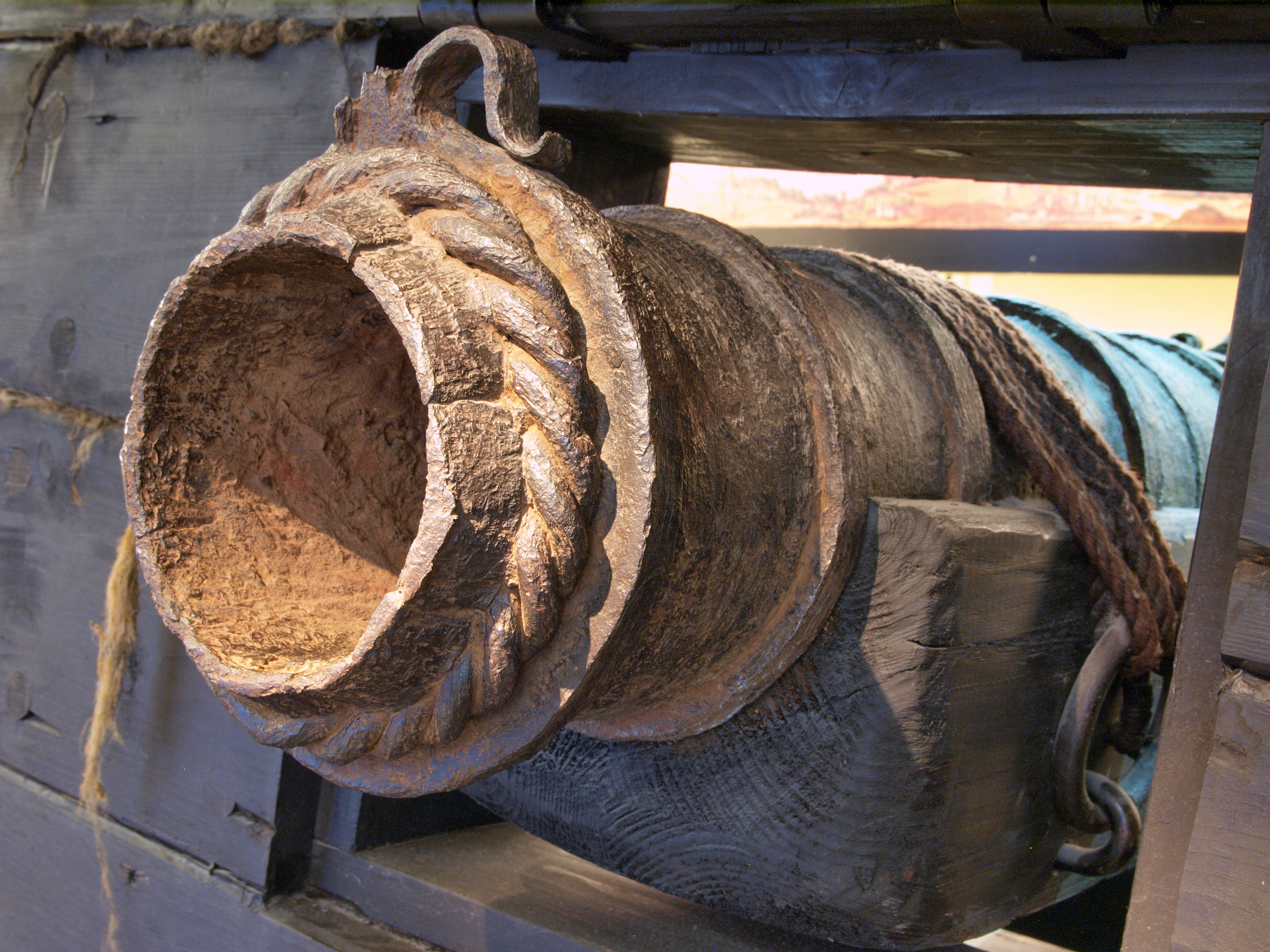
Stabringkanone

## Deutung

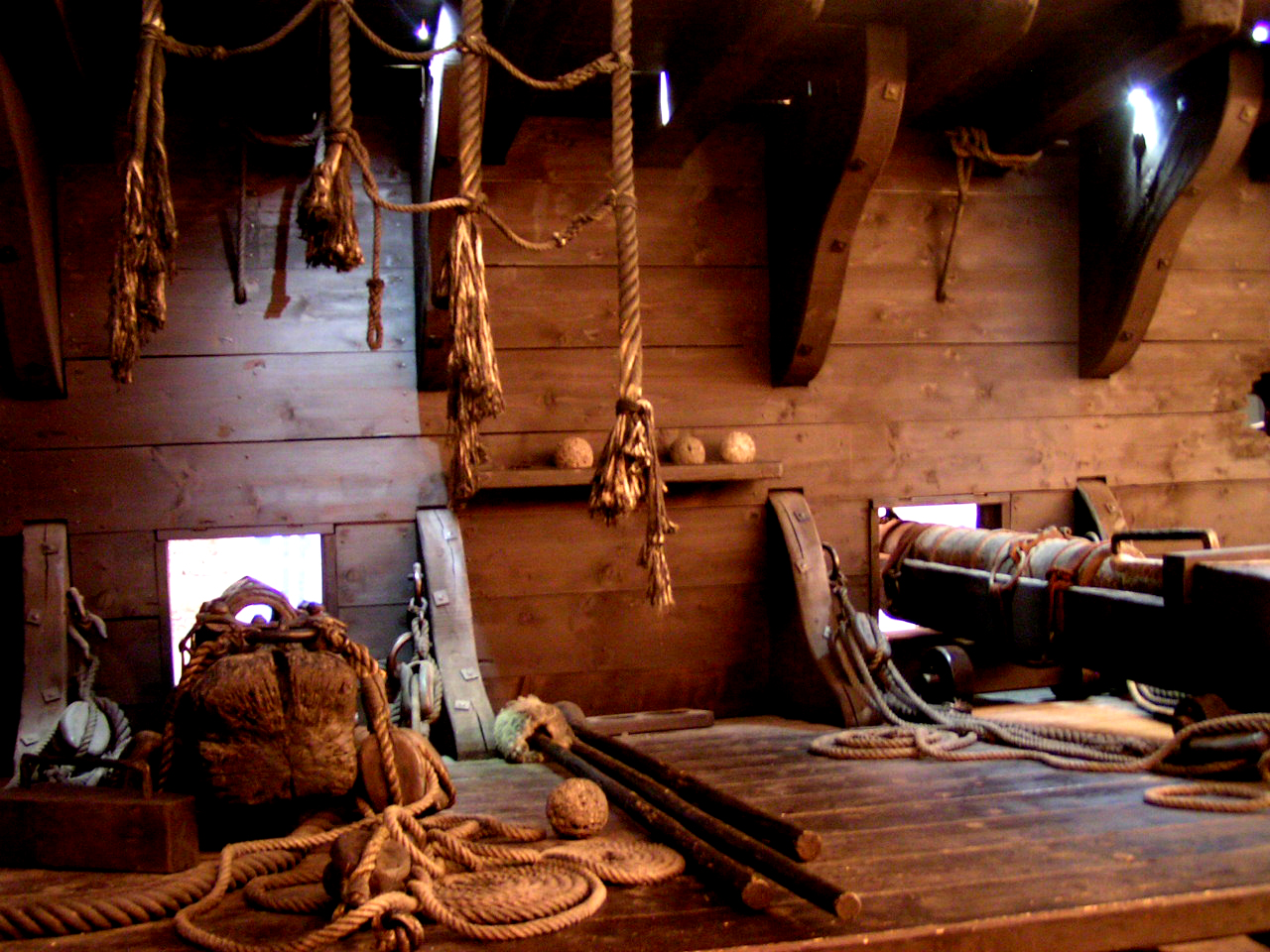
Rekonstruktion des Schiffsinneren im Museum für Hamburgische Geschichte

Die in der Elbe gefundenen Ladungsteile des Schiffes erweitern die Kenntnisse über die Fernhandelsbeziehungen Hamburgs im frühen 17. Jahrhundert und die bereits weit entwickelte Vernetzung und Globalisierung des internationalen Handels. Der Vergleich mit erhaltenen historischen Ladelisten legt nahe, dass das Schiff im Überseehandel mit Portugal fuhr. Die Warenplomben und -stempel auf dem Ladegut ergänzen die Kenntnisse über die Herkunftswege der exportierten Waren, die in diesem Fall von Böhmen über Süddeutschland, den Niederlanden und möglicherweise bis über Skandinavien hinaus reichten. Es wird angenommen, dass die Kupferbarren in Portugal zu Waren weiterverarbeitet werden sollten, die ihrerseits weiter nach Afrika und Indien exportiert wurden, wo mit ihnen im Tausch gegen Gewürze wie Pfeffer, Perlen, Edelsteinen hohe Gewinne erzielt werden konnten.
Ein zeitgenössischer Kupferstich im Bestand des Museums für Hamburgische Geschichte berichtet von einer vom Zoll abgefertigten, aus Hamburg auslaufenden Kraweel, die am 2. Juli 1622 vor Neumühlen beim Abschießen der üblichen Salutschüsse durch Unachtsamkeit explodierte, ausbrannte und sank. Der Untergang kostete 37 Personen das Leben, darunter auch den Schiffsführer und -eigner Peter Jansen Weyer. Laut Ladepapieren soll das Schiff 70 Lasten Stärkemehl, Kupferplatten und 300 Ballen farbigen Brokatstoff für Cádiz und die Provinz Málaga geladen haben. Nach dem Unglück stellte sich jedoch heraus, dass eine größere Mengen nicht deklarierte Waffen und Schwarzpulver geladen waren. Dieses lukrative Schmuggelgut war offensichtlich für den spanischen Freiheitskampf gegen die Niederlande bestimmt, als sich Hamburg gegenüber den Niederlanden vertraglich verpflichtete, diesen Schmuggel zu unterbinden. Die räumliche und zeitliche Nähe dieses Ereignisses zu dem gefundenen Schiffswrack von Wittenbergen führte zu der Vermutung, dass es sich bei dem gefundenen Wrack um das am 2. Juli 1622 havarierte Schiff handeln könnte. Diese Theorie wird unter anderem damit begründet und gestützt, dass die Kanonen des gefundenen Wracks scharf geladen, aber nicht abgefeuert vorgefunden wurden, was für ein Schmuggelschiff sprechen würde, das jederzeit mit einer Enterung rechnen musste. Diese Deutung wird ebenso durch die Ergebnisse der dendrochronologischen Datierung der Schiffbauhölzer gestützt, die übereinstimmende Fälldaten der Hölzer zwischen 1571 und 1600 ergaben. Die räumliche Distanz zwischen dem Unglücksort Neumühlen und der Fundstelle vor Wittenbergen kann darauf zurückzuführen sein, dass das explodierte, brennende Schiff noch etwa 16 Seemeilen stromabwärts trieb, bevor es vor Wittenbergen auf Grund sank. Aufgrund dieser Daten geht Jörgen Bracker davon aus, dass es sich um dasselbe Schiff handelt.